# Star Wars: Jedi Knight II: Jedi Outcast
Star Wars Jedi Knight II: Jedi Outcast skapades 2002 av Raven och LucasArts. Spelet är baserat på Star Wars-filmerna.

## Historia i singleplayer
Du spelar som Kyle Katarn, en "legosoldat". Kyle Katarn och hans partner Jan Ors är på planeten Kejim, för att utföra ett uppdrag för republiken och undersöka den övergivna Imperie-basen som finns på planeten. Men problem väntar, och det kryllar av fiender från den mörka sidan. Efter mycket undersökning och många strider på Kejim stöter Kyle och Jan på den onde Jediriddaren Desann och hans lärling Tavion. Efter Desann dödat Jan och en serie ondskefulla händelser inträffat, bestämmer sig Kyle för att ta ut sin rättmätiga hämnd och döda Desann. Desann och hans hejddukar samlar så kallade Cortosis kristaller, kristaller som kan motstå lasersvärd och göra oerfarna soldater till sith-krigare. Inte bara det, Desann tänker även attackera Jediriddarna och förgöra dem. 
Spelet utspelar sig några år efter stridigheterna på Endor, och förstörelsen av den andra Dödsstjärnan. 
Efter varje bana så blir Kyle starkare och starkare i kraften och utvecklar fler och starkare förmågor. Under spelets gång träffar man även på allierade i kampen mot fiender.